# Chalcides mionecton
Chalcides mionecton (марокканський циліндричний сцинк) — вид сцинкоподібних ящірок родини сцинкових (Scincidae). Ендемік Марокко.

## Підвиди
Виділяють два підвиди:
- Chalcides mionecton mionecton (Boettger, 1874);
- Chalcides mionecton trifasciatus Chabanaud, 1917.

## Поширення і екологія
Марокканські циліндричні сцинки поширені в низовинах і передгір'ях на заході Марокко. Вони живуть на піщаних рівнинах, в садах і в арганових чагарниках, на висоті до 700 м над рівнем моря. Яйцеживородні, народжують 3-4 дитинчати.